# Le fond de l'air est rouge (chanson)
 (novembre 2014).
Si vous disposez d'ouvrages ou d'articles de référence ou si vous connaissez des sites web de qualité traitant du thème abordé ici, merci de compléter l'article en donnant les références utiles à sa vérifiabilité et en les liant à la section « Notes et références ».
Pistes de Black City Parade
Memoria Wuppertal
Singles de Indochine
Traffic Girl
(19 mai 2014) La vie est belle
(9 juin 2017)
Pistes de Black City Tour
L'aventurier Pink Water
Le fond de l'air est rouge est une chanson du groupe de musique français Indochine, premier single de l'album Black City Tour. La chanson est écrite par Nicola Sirkis et composée par Olivier Gérard et Nicola Sirkis. Le fond de l'air est rouge évoque La révolte étudiante au Canada en 2012
Si la chanson a été sortie pour promouvoir l'album live d'Indochine, elle peut être considérée comme le sixième single de l'album original.
Le nom du morceau fait référence au film homonyme de Chris Marker, qui traite des mouvements contestataires à travers le monde dans les années 1970..

## Concert
Lors de l'acte 1, elle n'est que très peu jouée (en alternance avec Nous Demain et Kill Nico). Mais, à partir de l'Acte 2 de la tournée, elle est systématiquement jouée en rappel entre L'aventurier et la dernière chanson (Pink Water ou Europane). Elle figure aussi dans la set-list du stade de France entre College Boy et Black City Parade. 
Indochine la choisit pour promouvoir l'album live de Black City Parade.

## Pochette
Sur la pochette, une fille avec un drapeau rouge fait un doigt d'honneur flouté.

## Référence
1. ↑  , http://www.chartsinfrance.net, 14 novembre 2014.
2. ↑  , http://www.tendanceouest.com, 14 novembre 2014.